# 17. februar
17. februar er dag 48 i året, i den gregorianske kalender. Der er 317 dage tilbage af året (318 i skudår).
Dagens navn Findanus. Ireren Findan befriede sin søster fra vikingernes fangenskab. Han døde i år 878 i Benediktinerklosteret Rheinau i Schweiz.
Dagen er en af de uheldige i Tycho Brahes kalender.

### Begivenheder
Født - Dødsfald
- 1500 - I slaget ved Hemmingstedt i Ditmarsken lider den danske hær under kong Hans og hertug Frederik et stort nederlag, da bønderne åbner for sluserne.
- 1600 - I Rom brændes den italienske munk og filosof Giordano Bruno på bålet for kætteri.
- 1753 - Sverige og Finland overgik til den gregorianske kalender ved at udelade 11 dage af året, den 17. februar, som derved blev til den 1. marts.
- 1867 - Det første skib sejler gennem Suezkanalen.
- 1895 - Tjajkovskijs ballet Svanesøen opføres i St. Petersborg for første gang i sin helhed.
- 1912 - Pressefotografforbundet stiftes i København.
- 1933 - Bladet Newsweek udkommer for første gang.
- 1965 - Nordisk Råd går ind for en fast forbindelse mellem Malmø og København samt en ny lufthavn på Saltholm.
- 1972 - Salgstallet for VW "Boblen" overstiger nu tallet for Ford T.
- 1978 - Københavns Byret idømmer Mogens Glistrup en bøde på 1,5 millioner kroner for groft skattesvig. Sagen ankes.
- 1987 - TV 2's bestyrelse vælger Odense som hovedsæde og ansætter Jørgen Schleimann som administrerende direktør.
- 2008 - Den hidtil serbiske provins Kosovo udråber sig som et selvstændigt land.

### Født
- 1653 - Arcangelo Corelli, italiensk komponist (død 1713).
- 1766 - Thomas Malthus, engelsk demograf og økonom (død 1834).
- 1792 - Karl Ernst von Baer, estisk zoolog (død 1876)
- 1817 - Vilhelm 3., nederlandsk konge (død 1890).
- 1854 - Friedrich Alfred Krupp, tysk virksomhedsleder (død 1902).
- 1905 - Poul Bang, dansk filminstruktør (død 1967).
- 1910 - Marc Lawrence, amerikansk skuespiller (død 2005).
- 1920 - Ivo Caprino, norsk dukkefilminstruktør (død 2001).
- 1921 - Børge Ring, dansk tegnefilminstruktør  (død 2018).
- 1924 - Margaret Truman Daniel, amerikansk sangerinde (død 2008).
- 1925 - Hal Holbrook, amerikansk skuespiller  (død 2021).
- 1929 - Graham Hill, britisk racerkører (død 1975).
- 1929   - Patricia Routledge, engelsk skuespillerinde.
- 1930 - Ruth Rendell, engelsk forfatter  (død 2015).
- 1940 - Ingolf, dansk greve.
- 1941 - Gene Pitney, amerikansk sanger (død 2006).
- 1944 - Per Dalgaard Christiansen, dansk folketingspolitiker.
- 1945 - Ulla Pia, dansk sangerinde (død 2020).
- 1951 - Barzan Ibrahim al-Tikriti, irakisk leder af hemmelige politi, Mukhabarat (død 2007).
- 1954 - Rene Russo, amerikansk skuespiller.
- 1955 - Moussa Diallo, malinesisk-dansk musiker
- 1957 - Lars Brygmann, dansk skuespiller.
- 1961 - Andrej Korotajev, russisk antropolog, økonomisk historiker og sociolog.
- 1963 - Michael Jordan, amerikansk basketballspiller.
- 1972 - Billie Joe Armstrong, amerikansk sanger og guitarist i Green Day.
- 1975 - Nynne Bjerre Christensen, dansk journalist og studievært på Deadline.
- 1981 - Paris Hilton, amerikansk hotel-arving.
- 1983 - Kevin Rudolf, amerikansk sanger.
- 1988 - Natascha Kampusch, østrigsk kidnapningsoffer.
- 1991 - Bonnie Wright, britisk skuespillerinde.

### Dødsfald
- 306 - Sankt Teodor af Amasea, romerskkatolsk helgen og martyr (ukendt fødselsdag).
- 1405 - Timur Lenk, centralasiatisk hærfører (født 1336)
- 1600 - Giordano Bruno, italiensk munk og filosof (født 1548)
- 1673 - Molière, fransk komedieforfatter (født 1622).
- 1702 - Peder Syv, dansk sprogforsker (født 1631).
- 1856 - Heinrich Heine, tysk forfatter (født 1797).
- 1891 - Theophilus Hansen, dansk arkitekt (født 1813).
- 1901 - Ethelbert Nevin, amerikansk komponist (født 1862).
- 1909 - Geronimo, amerikanske indianerleder (født 1829).
- 1934 - Albert I af Belgien, konge i Belgien 1909 - 1934 (født 1875).
- 1934   - Siegbert Tarrasch, tysk skakstormester (født 1862).
- 1962 - Bruno Walter, tysk dirigent (født 1876).
- 1981 - Ellen Gottschalch, dansk skuespiller (født 1894).
- 1982 - Thelonious Monk, amerikansk jazzpianist (født 1917).
- 1986 – Emil Vodder, dansk læge (født 1896).
- 1988 - Lisbeth Schlüter, dansk jurist og statsministerfrue (født 1944).
- 1993 - Pouel Kern, dansk skuespiller (født 1908).
- 2005 - Jens Martin Knudsen, dansk Mars-forsker og fysiker (født 1930).
- 2012 - Robert Carr, britisk politiker (født 1916).
- 2020 - Jens Bjerre, dansk eventyrer og forfatter (født 1921).

|  | Denne datoartikel kan blive bedre, hvis der indsættes et (bedre) billede Du kan hjælpe ved at afsøge Wikimedia Commons for et passende billede eller uploade et godt billede til Wikimedia Commons iht. de tilladte licenser og indsætte det i artiklen. |